# Вавила Никомедијски
Вавила Никомедијски је ранохришћански мученик из 4. века из Никомиције.
Живео је у време прогона хришћана од стране цара Максимијана. Био је оптужен заједно са својих 84 ученика да не поштује царску вољу и не приноси идолске жртве његовим боговима. Пошто су одбили да се одрекну хришћанске вере били су дуго мучени и на крају су убијени одсецањем главе. То се десило између 305. и 311. године.
Њихове мошти су након погубљења пренете у Византију. Сахрањени су са северне стране бедема Цариграда у близини манастира Хора.
Православна црква прославља светог Вавилу и његових 84 ученика 4. (17.) септембар